# Leptotarsus insidiosus
Leptotarsus insidiosus är en tvåvingeart som först beskrevs av Alexander 1949.  Leptotarsus insidiosus ingår i släktet Leptotarsus och familjen storharkrankar. Inga underarter finns listade i Catalogue of Life.